# Landkreis Eschwege
Der Landkreis  Eschwege war bis 1973 ein Landkreis in Hessen. Sein Gebiet gehört heute zum Werra-Meißner-Kreis. Der Verwaltungssitz war in der Stadt Eschwege.

## Nachbarkreise
Der Landkreis grenzte Ende 1973, im Nordosten beginnend im Uhrzeigersinn, an die Kreise Heiligenstadt, Mühlhausen und Eisenach im Bezirk Erfurt der DDR sowie an die hessischen Landkreise Hersfeld-Rotenburg, Melsungen und Witzenhausen.

## Geschichte
Der Kreis Eschwege wurde 1821 im Kurfürstentum Hessen gegründet. Am 1. Januar 1837 wechselten die Gemeinden Dudenrode, Kammerbach und Orferode aus dem Kreis Eschwege in den Kreis Witzenhausen und Gemeinden Diemerode und Heyerode in den Kreis Rotenburg.

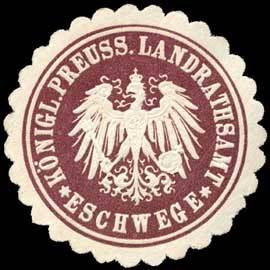
Siegelmarke des Königlich Preußischen Landratsamtes Eschwege

Nach der Annexion von Kurhessen durch Preußen als Folge des Deutschen Kriegs im Jahre 1866 gehörte der Kreis zum Regierungsbezirk Kassel der preußischen Provinz Hessen-Nassau. Ab 1946 war der Kreis ein Landkreis im Land Hessen.
Zu Beginn der 1970er Jahre wurde der Landkreis zweimal vergrößert:
- Am 31. Dezember 1971 wurden die Gemeinden Harmuthsachsen und Hasselbach des Landkreises Witzenhausen sowie die Gemeinde Stolzhausen des Landkreises Melsungen in die Gemeinde Waldkappel dem Landkreis Eschwege eingegliedert.
- Am 1. August 1972 wurde die Stadt Sontra aus dem aufgelösten Landkreis Rotenburg (Fulda) in den Landkreis Eschwege eingegliedert.

Im Rahmen der hessischen Kreisgebietsreform wurde der Landkreis Eschwege am 1. Januar 1974 mit dem Nachbarkreis Witzenhausen zum Werra-Meißner-Kreis zusammengeschlossen.

## Einwohnerentwicklung

### Landkreis
| Jahr | Einwohner | Quelle |
| ---- | --------- | ------ |
| 1871 | 39.563    | [ 4 ]  |
| 1890 | 42.260    | [ 5 ]  |
| 1900 | 43.203    | [ 5 ]  |
| 1910 | 45.875    | [ 5 ]  |
| 1925 | 47.515    | [ 5 ]  |
| 1939 | 49.842    | [ 5 ]  |
| 1950 | 73.233    | [ 5 ]  |
| 1960 | 66.400    | [ 5 ]  |
| 1970 | 65.300    | [ 6 ]  |
| 1972 | 73.000    | [ 7 ]  |

### Große Gemeinden
Gemeinden des Kreises Eschwege mit mehr als 1000 Einwohnern:
| Gemeinde        | 1871  | 1939   | 1961   | 1970   |
| --------------- | ----- | ------ | ------ | ------ |
| Abterode        | 1.040 |        | 1.090  | 1.068  |
| Bischhausen     | 1.043 | 1.066  | 1.254  | 1.296  |
| Datterode       | 627   |        | 1.003  | 1.065  |
| Eschwege        | 7.371 | 15.462 | 24.091 | 22.718 |
| Frankershausen  | 903   |        | 1.023  | 1.025  |
| Frieda          | 773   |        |        | 1.126  |
| Grebendorf      | 566   | 1.127  | 1.805  | 1.949  |
| Herleshausen    | 1.115 | 1.533  | 1.652  | 1.500  |
| Hoheneiche      | 312   |        | 1.159  | 1.264  |
| Oberhone        | 475   |        |        | 1.064  |
| Reichensachsen  | 1.688 | 2.070  | 2.702  | 2.749  |
| Schwebda        | 660   |        | 1.135  | 1.083  |
| Waldkappel      | 1.021 | 1.153  | 1.901  | 1.997  |
| Wanfried        | 2.020 | 2.695  | 3.779  | 3.579  |
| Weißenborn      | 512   |        | 1.045  | 1.105  |
| Wichmannshausen | 705   |        | 1.090  | 1.051  |

## Gemeinden

### Stand 1968
Bis zum Beginn der hessischen Gebietsreform bestand der Landkreis Eschwege aus 70 Gemeinden, von denen drei das Stadtrecht besaßen:
|  | Abterode Alberode Albungen Altefeld Altenburschla Archfeld Aue Bischhausen Breitzbach Burghofen Datterode Eltmannsee Eltmannshausen Eschwege, Stadt Frankenhain Frankershausen Frauenborn Frieda | Friemen Gehau Germerode Grandenborn Grebendorf Heldra Herleshausen Hetzerode Hitzelrode Hitzerode Hoheneiche Holzhausen Jestädt Kirchhosbach Langenhain Lüderbach Mäckelsdorf Markershausen | Mitterode Motzenrode Nesselröden Netra Neuerode Niddawitzhausen Niederdünzebach Oberdünzebach Oberhone Oetmannshausen Rambach Rechtebach Reichensachsen Renda Rittmannshausen Rodebach Röhrda Schemmern | Schwebda Stadthosbach Thurnhosbach Unhausen Vierbach Vockerode Völkershausen Waldkappel, Stadt Wanfried, Stadt Weidenhausen Weißenborn Wellingerode Wichmannshausen Willershausen Wolfterode Wommen |

### Stand 31. Dezember 1973
1971/72 entstanden durch Gemeindefusionen die neuen Gemeinden Berkatal, Meinhard, Meißner, Netratal, Ringgau und Wehretal. Nach weiteren Gemeindefusionen bestanden im Landkreis Eschwege zum Zeitpunkt seiner Auflösung am 31. Dezember 1973 noch 16 Gemeinden, darunter vier Städte:
|  | Berkatal Eltmannsee Eschwege, Stadt Herleshausen | Hetzerode Meinhard Meißner Netratal | Oberhone Ringgau Sontra, Stadt Waldkappel, Stadt | Wanfried, Stadt Wehretal Weißenborn Wolfterode |

Gleichzeitig mit der Auflösung des Landkreises wurden zum 1. Januar 1974 Oberhone nach Eschwege, Wolfterode nach Meißner, Netratal nach Ringgau sowie Eltmannsee und Hetzerode nach Waldkappel eingemeindet. Aus dem Altkreis Eschwege traten damit letztendlich elf Gemeinden in den neuen Werra-Meißner-Kreis ein.

## Kfz-Kennzeichen
Am 1. Juli 1956 wurde dem Landkreis bei der Einführung der Kfz-Kennzeichen das Unterscheidungszeichen ESW zugewiesen. Bei der Gebietsreform wurde es für den Werra-Meißner-Kreis übernommen und durchgehend bis heute ausgegeben.

## Landräte (in Kurhessen mit der Amtsbezeichnung Kreisrat)
- 1821 – Friedrich Meisterlin
- 1868 – Karl Groß
- 1885 – Emil Grimm
- 1893 – 1919 Alexander von Keudell[10]
- 1919 – Rudolf Bödiker
- 1921 – Hermann Langer
- 1932 – Otto Glahn
- 1932 – 1936 Philipp Deichmann
- 1937 – 1945 Walter Schultz
- 8. Mai 1945 – 31. August 1945 Wolfgang Hartdegen
- 1. September 1945 – 25. Februar 1946 Dr. Busse
- 1. Juli 1946 – 30. Juni 1948 Johannes Braunholz
- 1. Juli 1948 – 30. Juni 1954 Gerhard Pforr
- 5. Juli 1954 – 15. Dezember 1960 Hansjochen Kubitz
- 4. März 1961 – 31. Dezember 1973 Eitel Oskar Höhne